# Alcide Dessalines d'Orbigny
Pour les articles homonymes, voir Orbigny.
Alcide Charles Victor Marie Dessalines d'Orbigny, né le 6 septembre 1802 à Couëron (Loire-Inférieure) et mort le 30 juin 1857 à Pierrefitte-sur-Seine (Seine), est un naturaliste, explorateur, malacologue et paléontologue français, célèbre pour son voyage en Amérique du Sud et ses travaux en paléontologie. 
Fondateur de la micropaléontologie, par ses études sur les foraminifères, et de la biostratigraphie, il est toujours présent dans la science actuelle, à travers les multiples implications de ses travaux dans la recherche académique (études paléocéanographiques et paléoclimatiques) et le secteur économique (recherche de gisements de gaz et de pétrole). Il est le père de Henri d'Orbigny (1845-1945), architecte et entomologiste.

## Biographie

### Jeunesse
Son père, Charles Marie d'Orbigny (1770-1856), créole blanc de Saint-Domingue, est un médecin qui sert d’abord dans la marine française avant de se fixer et d’exercer à Couëron. Son fils Alcide y naît le 6 septembre 1802. Passionné d’histoire naturelle, Charles emmène souvent ses fils ramasser des coquillages sur le littoral de l’Atlantique et les initie à l’observation scientifique, notamment à l’aide de microscope optique, mais aussi au dessin. Son fils l’assiste à étudier des coquilles minuscules que sa presbytie l'empêche de voir correctement. Deux de ses quatre fils choisiront une carrière en histoire naturelle : Alcide et son frère cadet Charles (1806-1876).

### Les foraminifères

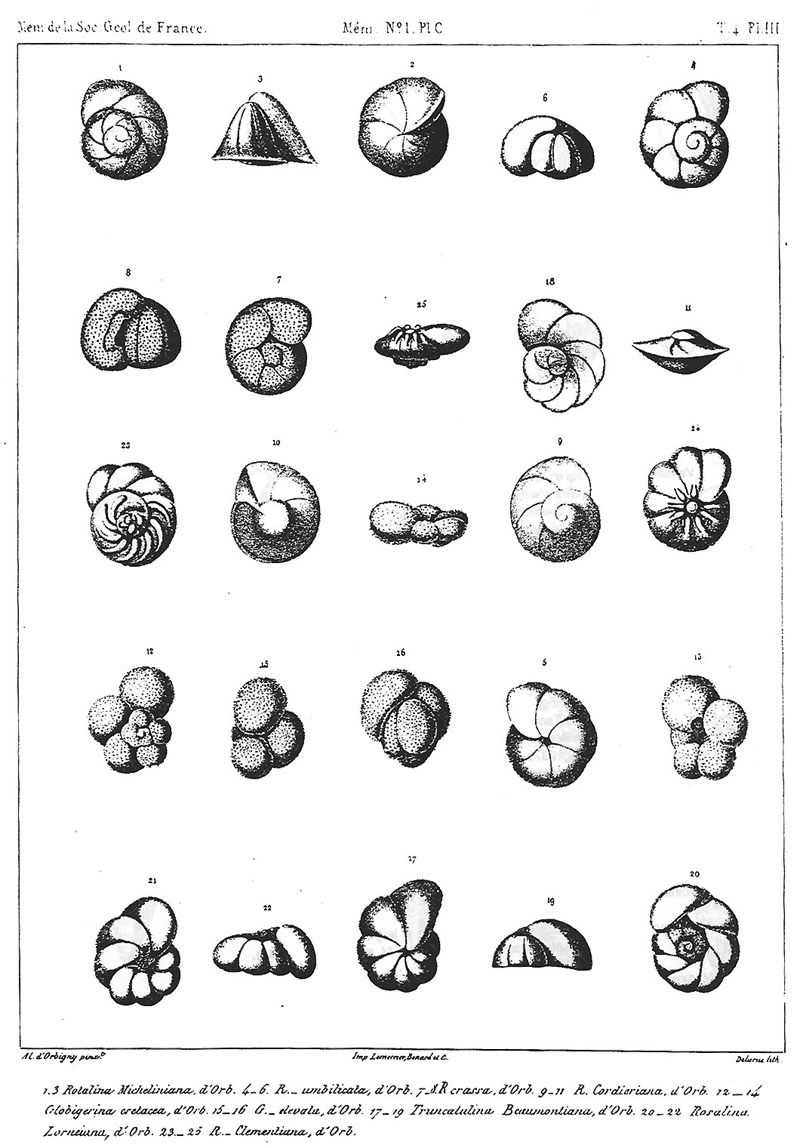
Planche de foraminifères

Au cours de son adolescence, il se prend de passion pour l’étude de minuscules coquilles connues pourtant depuis l’Antiquité mais classées, à tort, dans les Mollusques Céphalopodes : les foraminifères, nom qu’il leur donnera quelques années plus tard. C’est Félix Dujardin (1801-1860) qui déterminera plus tard, en 1835, la nature unicellulaire de ces organismes.
La famille d’Orbigny s’installe d’abord à Esnandes, en 1815, puis à La Rochelle en 1821. Alcide y fait des études classiques avant de venir à Paris en 1824. Dans la capitale, il complète sa formation en suivant les cours de Georges Cuvier (1769-1832) ainsi que d’Étienne Geoffroy Saint-Hilaire (1772-1844), d’Alexandre Brongniart (1770-1847), de Pierre-André Latreille (1762-1833), de Henri-Marie Ducrotay de Blainville (1777-1850) et de Louis Cordier (1777-1861).
Il fait paraître en 1826 dans les Annales de sciences naturelles un travail qui est le fruit de ses observations sur les foraminifères, intitulé Tableau méthodique de la classe des Céphalopodes, décrivant plusieurs centaines d'espèces nouvelles et qui le fera remarquer dans le monde naturaliste. Il y présente environ 600 espèces, actuelles ou fossiles. Durant sa vie, il recensera plus de 1 500 foraminifères, la plupart nouveaux. Il est ainsi considéré comme l’inventeur de la micropaléontologie. Outre cette première publication, il réalise, grâce à des sculptures dans de l’argile, des modèles en trois dimensions de certains spécimens. Des répliques en plâtre sont commercialisées.

### Voyage en Amérique du sud
Ce travail remarquable attire sur lui l’attention des professeurs du Muséum national d'histoire naturelle et notamment Georges Cuvier (1769-1832). En 1825, il se voit confier une mission en Amérique du Sud afin de compléter les connaissances naturalistes de ce continent acquises depuis Alexander von Humboldt (1769-1859) et Aimé Bonpland (1773-1858) en Amérique équatoriale, ou Auguste de Saint-Hilaire (1779-1853) au Brésil. Le jeune d’Orbigny se passionne depuis longtemps pour les récits de voyages comme ceux de Louis Antoine de Bougainville (1729-1811), de James Cook (1728-1779) ou de Nicolas Baudin (1754-1803). La ville de La Rochelle comptait aussi deux voyageurs illustres : John James Audubon (1785-1851) et Aimé Bonpland. Comme les autres naturalistes voyageurs envoyés par le Muséum, il apprend les techniques de naturalisation des spécimens et de la préparation des herbiers. Quelque temps avant de s'embarquer, il rencontre Alexander von Humboldt. Lui et d’autres attirent l’attention de d’Orbigny sur la faiblesse de la somme fournie par le Muséum pour l’expédition : 6 000 francs par an. Il obtient de François Victor Masséna, duc de Rivoli (1799-1863) la somme de 3 000 francs par an durant quatre ans.

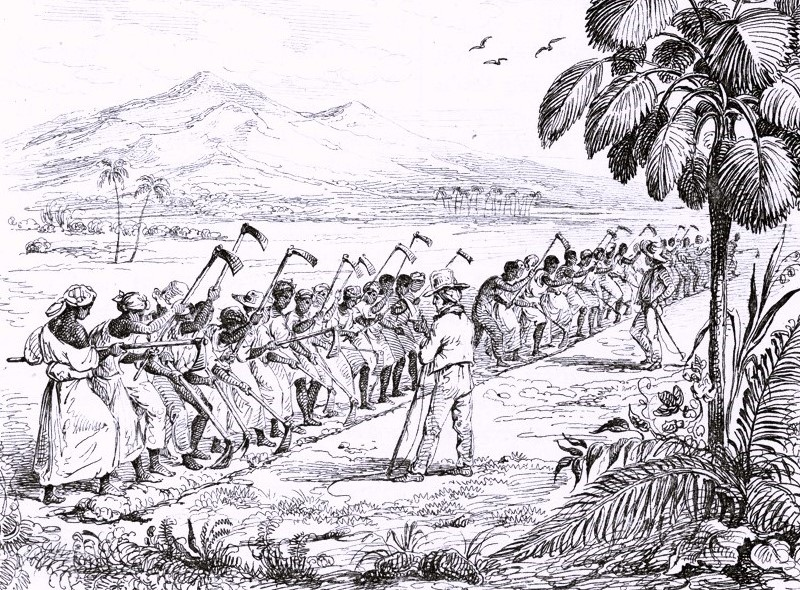
Esclaves en Martinique, illustration extraite de son ouvrage Voyage aux

Le voyage s'effectuera depuis les Antilles, le Venezuela, la Colombie, l'Équateur, le Brésil, l'Uruguay, jusqu'à l'Argentine, le Chili puis le Pérou et la Bolivie. Il embarque à Bordeaux le 30 juin 1826, à bord de la corvette La Meuse : son voyage va durer sept années et sept mois.
Durant son voyage, il va collecter, observer, décrire dans tous les domaines de la zoologie aussi bien en invertébrés qu'en vertébrés, de la botanique, de l'anthropologie et de l'ethnologie. Les formidables collections qu'il rassemble sont expédiées directement au Muséum. Il rapporte ainsi les premiers poissons connus du Chili, des dizaines d'espèces de Crustacés, des centaines d'Oiseaux, des milliers de parts d'herbier... tandis qu'il décrit des centaines d'espèces de mollusques. Tout ce qu'il expédie est envoyé directement au Muséum pour étude et description éventuelle. Il décrira lui-même un grand nombre d'espèces. De très nombreuses espèces lui ont été dédiées comme en botanique, où 54 plantes portent son nom, sans compter le genre Orbignya.
Il embarque, fin 1833, à bord du Philanthrope et débarque en France le 24 janvier 1834.

### Retour en France
De retour en France, il consacre treize années, de 1835 à 1847, à la rédaction de ses mémoires, soit un ensemble de neuf tomes en onze volumes et 4 747 pages ainsi que de nombreuses cartes et 555 planches. Cette œuvre magistrale en fait l'une des plus importantes monographies jamais réalisées d'une région du monde. Charles Darwin (1809-1882) jugea l'œuvre comme un « monument de la science du XIXe siècle ». L’ouvrage connut un premier tirage de 500 exemplaires et sera réédité à plusieurs reprises.
Les collections rapportées sont riches de 9 000 espèces dont de nombreuses nouvelles espèces :
- 157 espèces de mammifères,
- 783 espèces d’oiseaux,
- 94 espèces de reptiles,
- 25 espèces d’amphibiens,
- 166 espèces de poissons,
- 718 espèces de mollusques,
- 4 834 espèces d’arthropodes,
- 17 espèces d’annélides,
- 163 espèces d’échinodermes,
- 81 espèces de foraminifères et
- 2 370 espèces de végétaux[7].

En 1840, il entame sa Paléontologie française, monumentale monographie qui devait lui conférer une notoriété mondiale. Les volumes de cet ouvrage, malheureusement inachevé, seront publiés jusqu'en 1860, les dernières livraisons l'étant à titre posthume, représentant au total plus de 4 000 pages, 1 440 magnifiques lithographies et 2 800 espèces. Cette œuvre déjà immense ne devait être qu'un avant-goût de son projet bien plus audacieux intitulé Paléontologie universelle des animaux mollusques et rayonnés fossiles, dont seul le prodrome parut en trois volumes recensant 40 000 invertébrés qu'il ordonna et classa pour n'en retenir que 18 000.
De 1849 à 1852, il rédige dans un colossal ouvrage de 1 146 pages intitulé Cours élémentaire de paléontologie et de géologie stratigraphiques, dans lequel il donne une vision synthétique et extrêmement détaillée de la stratigraphie. Cet ouvrage fait suite à son Prodrome de paléontologie stratigraphique universelle.

### Les stratotypes
Entre 1840 et 1852, au cours de la rédaction de sa Paléontologie française, de son Prodrome de paléontologie stratigraphique universelle et de son Cours élémentaire de paléontologie et de géologie stratigraphiques, il propose un découpage des temps géologiques, principalement pour les périodes Jurassique et Crétacé, en étages stratigraphiques basés sur des stratotypes ou coupes géologiques de référence. Il prend ses exemples en France et en Angleterre pour définir ces étages.
Pas moins de neuf des étages géologiques qu'il a inventés sont aujourd'hui officiellement reconnus par la Commission stratigraphique internationale et l'Union internationale des sciences géologiques (UISG).
- Pour la période Jurassique, 5 étages sur un total de 11 :
  - Sinémurien de Semur-en-Auxois (Côte d'Or),
  - Toarcien de Thouars (Deux-Sèvres),
  - Bajocien de Bayeux (Calvados),
  - Callovien de Kellaways Bridge dans le Wiltshire anglais,
  - Kimméridgien de Kimmeridge dans le Dorset anglais ;
- Pour la période Crétacé, 4 étages sur un total de 12 :
  - Aptien d'Apt (Vaucluse),
  - Albien de Alba, la rivière Aube,
  - Cénomanien (en latin Cenomanum) du Mans (Sarthe),
  - Turonien de Tours (Indre-et-Loire);

## Postérité

### Son héritage
Il est enterré au cimetière communal de Pierrefitte-sur-Seine, où sa tombe est toujours visible. À la mort d'Alcide d'Orbigny, un Comité de la paléontologie française est créé pour continuer son œuvre. C'est ainsi que Louis Édouard Gourdan de Fromentel (1824-1901), Gustave Cotteau (1818-1894), Perceval de Loriol (1828-1908), Gaston de Saporta (1823-1895) ou encore Henry Testot-Ferry (1826-1869), etc. rédigèrent dans le même esprit 16 nouveaux volumes de la Paléontologie française. Cet ensemble (25 volumes au total) reste fondamental et toujours largement utilisé aujourd'hui par les paléontologues du monde entier.

### Espèces décrites
Alcide d'Orbigny a décrit plus de 3 000 espèces dont 2 500 sont nouvelles. Sa collection paléontologique, déposée au Muséum national d'histoire naturelle, est évaluée à 14 000 espèces pour un total de 100 000 spécimens.

### Hommages
Des dizaines de genres, sous-genres et espèces animales et végétales vivantes ou fossiles ont été nommés en l'honneur d'Alcide d'Orbigny.

#### Règne animal
Parmi ceux-ci et par ordre alphabétique :
- Alcidedorbignya Muizon & Marshall, 1992 – un genre éteint de mammifères pantodontes
- Alcidia Bourguignat, 1889 – un genre d'escargots marins
- Ampullaria dorbignyana Philippi, 1851 – un genre d'escargots d'eau douce
- Apostolepis dorbignyi Schlegel, 1837 – une espèce de serpents
- Bachia dorbignyi A.M.C. Duméril & Bibron, 1839 – une espèce de lézards
- Cadomites orbignyi de Grossouvre, 1930  – une espèce d'ammonites datant du Bathonien[10],
- Cephalotes dorbignyanus Smith, 1853 – une espèce de fourmis arboricoles
- Chaunus dorbignyi (A.M.C. Duméril & Bibron, 1841) – une espèce de crapauds
- Ctenomys dorbignyi Julio Rafael Contreras & Andrés Oscar Contreras, 1982 – une espèce de rongeurs argentins[11]
- Haminoea orbignyana A. de Férussac, 1822 – une espèce de serpents marins
- Hecticoceras (Orbignyceras) C. Gérard & H. Contaut, 1936 – un sous-genre d'ammonites datant du Callovien[12]
- Liolaemus dorbignyi Koslowsky, 1898 – une espèce de lézards
- Lystrophis dorbignyi A.M.C. Duméril, Bibron & A.H.A. Duméril, 1854 – une espèce de serpents
- Nerocila orbignyi (Guérin, 1832) – une espèce d'ectoparasites isopodes
- Pinna dorbignyi Hanley, 1858 – une espèce de mollusques bivalves
- Potamotrygon orbignyi (Castelnau, 1855) – une espèce de raies d'eau douce
- Quadracythere orbignyana (Bosquet, 1852) – une espèce d'ostracodes marins
- Rhinella dorbignyi Duméril & Bibron, 1841 – une espèce sud-américaine d'amphibiens de la famille des Bufonidae[13]
- Sepia (Rhombosepion) orbignyana A. de Férussac in d'Orbigny, 1826 – une espèce de seiches
- Subdiscosphinctes orbignyi Hantzpergue, 1987 – une espèce d'ammonites datant du Kimméridgien[14]
- Trachemys dorbigni (A.M.C. Duméril & Bibron, 1835) – une espèce de tortues d'eau douce

#### Règne végétal
- Orbignya Mart. ex Endl. – un type de palmiers rattaché au genre Attalea

#### Espèces éponymes
- Thinocore d'Orbigny (Thinocorus orbignyianus)
- Picumne d'Orbigny (Picumnus dorbignyanus)
- Toui d'Orbigny (Bolborhynchus orbygnesius)
- Synallaxe d'Orbigny (Asthenes dorbignyi)
- Pitajo d'Orbigny (Ochthoeca oenanthoides)
- Tohi d'Orbigny (Arremon dorbignii)

#### Autres hommages
Depuis 1997, un lycée porte son nom dans la commune de Bouaye (Loire-Atlantique). Il a aussi donné son nom au lycée franco-bolivien Alcide-d'Orbigny de La Paz, au Muséum d'histoire naturelle de Cochabamba (Bolivie), à une commune de la région du Gran Chaco dans le département de Tarija, ainsi qu'à une station de la ligne 5 du tramway d'Île-de-France. Une rue de La Rochelle longeant le Jardin des plantes et le Museum d'histoire naturelle porte son nom, un parc longeant le littoral Rochelais proche de l'allée du Mail a été renommé pour porter son nom, ainsi qu'une rue à Pierrefitte-sur-Seine (Île-de-France), commune dans laquelle il passa les derniers jours de sa vie. Il y est inhumé au cimetière communal.

## Liste partielle des publications
Voir aussi la liste des publications de d'Orbigny sur biodiversitylibrary.
- 1826. Tableau méthodique de la classe des Céphalopodes. Annales des Sciences Naturelles, 7, 245–314.
- 1834. Notice sur un nouveau Cétacé des rivières du centre de l'Amérique méridionale. Nouvelles Annales du Muséum d'Histoire naturelle, 3 , 28-36.
- [1835] « Synopsis terrestrium et fluviatilium molluscorum, in suo per Americam meridionalem itinere », Magasin de zoologie, nos 61-62, classe V,‎ 1835, p. 1-44 (lire en ligne [sur biodiversitylibrary.org]).
- 1835-1847. Voyage en Amérique méridionale (9 tomes, 11 volumes), Pitois-Levrault, Paris.
- [1837] « Mémoire sur des espèces et sur des genres nouveaux de l'ordre des Nudibranches observés sur les côtes de France », Magasin de zoologie, vol. 1, no 16, classe V,‎ 1837, p. 102-109 (lire en ligne [sur biodiversitylibrary.org]).
- [1839] L'homme américain (de l'Amérique méridionale) considéré sous ses rapports physiologiques et moraux, vol. 1, Paris, Pitois-Levrault, 1839, 423 p., sur books.google.fr (lire en ligne).
- [1839] L'homme américain (de l'Amérique méridionale) considéré sous ses rapports physiologiques et moraux, vol. 2, Paris, Pitois-Levrault, 1839, 372 p. (lire en ligne).
- [1842-1860] Paléontologie française. Description zoologique et géologique de tous les animaux mollusques & rayonnés fossiles de France, Paris, ~4000 p., 1440 pl. lith. (9 tomes) :
Jurassique
  - [1842-1849] Paléontologie française : 1re série : Terrains jurassiques (ill. J. Delarue), t. 1 : Céphalopodes, pl. 1 à 234 (Atlas), Paris, Arthus Bertrand, 1842-1849, sur biodiversitylibrary.org (lire en ligne).
  - [1850] Paléontologie française : 1re série : Terrains jurassiques (ill. J. Delarue), t. 2 : Gastéropodes, Paris, Arthus Bertrand, 1850, 621 p., sur biodiversitylibrary.org (lire en ligne).
  - [1864] Eugène Eudes-Deslongchamps, Paléontologie française : Terrains jurassiques, t. 4 : Brachiopodes ou Palliobranches, Paris, Arthus Bertrand, 1864, 131 pl. + 448, sur biodiversitylibrary.org (lire en ligne).
  - [Piette 1891] Édouard Piette, Paléontologie française ou Description des fossiles de la France, continuée par une réunion de paléontologistes sous la direction d'un comité spécial : 1re série : Animaux invertébrés. Terrain jurassique, t. 3 : Gastéropodes (Texte), Paris, Victor Masson, 1891, 535 p., sur biodiversitylibrary.org (lire en ligne).
  - [Piette 1891] Édouard Piette, Paléontologie française ou Description des fossiles de la France, continuée par une réunion de paléontologistes sous la direction d'un comité spécial : 1re série : Animaux invertébrés. Terrain jurassique, t. 3 : Gastéropodes (Atlas, pl. 1 à 91), Paris, Victor Masson, 1891, sur biodiversitylibrary.org (lire en ligne).
  - [De Saporta 1891] Gaston de Saporta, Paléontologie française ou Description des fossiles de la France, continuée par une réunion de paléontologistes sous la direction d'un comité spécial : 2e série : Végétaux. Plantes jurassiques, t. 4 : Typres proangiospermiques et supplément final (Atlas, pl. 1 à 74), Paris, Victor Masson, 1891, sur biodiversitylibrary.org (lire en ligne).
  - [Cotteau 1867-1874] Gustave Cotteau, Paléontologie française. Description des animaux invertébrés, commencée par Alcyde d'Orbigny, continuée sous la direction d'un comité spécial : Terrain jurassique, t. 9 : Échinides irréguliers (Texte), Paris, G. Masson, 1867-1874, 552 p., sur biodiversitylibrary.org (lire en ligne).
  - [Cotteau 1867-1874] Gustave Cotteau, Paléontologie française. Description des animaux invertébrés, commencée par Alcyde d'Orbigny, continuée sous la direction d'un comité spécial : Terrain jurassique, t. 9 : Échinides irréguliers. Atlas (pl. 1 à 142), Paris, G. Masson, 1867-1874, sur biodiversitylibrary.org (lire en ligne).
  - [Cotteau 1875-1880] Gustave Cotteau, Paléontologie française. Description des animaux invertébrés, commencée par Alcyde d'Orbigny, continuée sous la direction d'un comité spécial : Terrain jurassique, t. 10 : Première partie. Échinides réguliers, familles des Sicaridées et des Salénidées (Texte), Paris, G. Masson, 1875-1880, 468 p., sur biodiversitylibrary.org (lire en ligne) ou sur archive.org.
  - [Cotteau 1880-1885] Gustave Cotteau, Paléontologie française. Description des fossiles de la France, continuée par une réunion de paléontologistes, sous la direction d'un comité spécial : 1re série : Animaux invertébrés. Terrain jurassique, t. 10 : Deuxième partie. Échinides réguliers, familles des Diadematidées et des Échinidées (Texte), Paris, G. Masson, 1880-1885, 960 p., sur biodiversitylibrary.org (lire en ligne).
  - [Cotteau 1880-1885] Gustave Cotteau, Paléontologie française. Description des fossiles de la France, continuée par une réunion de paléontologistes, sous la direction d'un comité spécial : 1re série : Animaux invertébrés. Terrain jurassique, t. 10 : Deuxième partie. Échinides réguliers, familles des Diadematidées et des Échinidées (Atlas, pl. 263 à 520), Paris, G. Masson, 1880-1885, sur biodiversitylibrary.org (lire en ligne).
  - [Loriol 1882-1884] Perceval de Loriol, Paléontologie française. Description des animaux invertébrés, commencée par Alcyde d'Orbigny, continuée sous la direction d'un comité spécial : 1re série : Animaux invertébrés. Terrain jurassique, t. 11 : Première partie. Crinoïdes. Familles des Eugéniacrinidées, des Holopidées, des Apiocrinidées pars (G. Apiocrinus, Guettardicrinus et Millericrinus), Paris, G. Masson, 1882-1884, 627 p., sur biodiversitylibrary.org (lire en ligne).
  - [Loriol 1882-1884] Perceval de Loriol, Paléontologie française. Description des fossiles de la France, commencée par une réunion de paléontologistes sous la direction d'un comité spécial : 1re série : Animaux invertébrés. Terrain jurassique, t. 11 : Première partie. Crinoïdes. Familles des Eugéniacrinidées, des Holopidées, des Apiocrinidées pars (G. Apiocrinus, Guettardicrinus et Millericrinus) (Atlas, pl. 1 à 121), Paris, G. Masson, 1882-1884, sur biodiversitylibrary.org (lire en ligne).
  - [Loriol 1884-1889] Perceval de Loriol, Paléontologie française. Description des fossiles de la France, continuée par une réunion de paléontologistes sous la direction d'un comité spécial : 1re série : Animaux invertébrés. Terrain jurassique, t. 11 : Deuxième partie. Crinoïdes. Familles des Apiocrinidées (fin), Pentacrinidées, Comatulidées (Texte), Paris, G. Masson, 1884-1889, 581 p., sur biodiversitylibrary.org (lire en ligne).
  - [Loriol 1884-1889] Perceval de Loriol, Paléontologie française. Description des fossiles de la France, continuée par une réunion de paléontologistes sous la direction d'un comité spécial : 1re série : Animaux invertébrés. Terrain jurassique, t. 11 : Deuxième partie. Crinoïdes. Familles des Apiocrinidées (fin), Pentacrinidées, Comatulidées (Atlas, pl. 122 à 229), Paris, G. Masson, 1884-1889, sur biodiversitylibrary.org (lire en ligne).
  - [1873] Gaston de Saporta, Paléontologie française ou Description des fossiles de la France, continuée par une réunion de paléontologistes sous la direction d'un comité spécial : 2e série : végétaux. Plantes jurassiques, t. 1 : Algues, Équisétacées, Characées, Fougères (précédé d'une introduction générale), Paris, G. Masson, 1873, 506 p., sur biodiversitylibrary.org (lire en ligne).
  - [1873] Gaston de Saporta, Paléontologie française ou Description des fossiles de la France, continuée par une réunion de paléontologistes sous la direction d'un comité spécial : 2e série : végétaux. Plantes jurassiques, t. 1 : Algues, Équisétacées, Characées, Fougères (Atlas, pl. 1 à 70, précédé d'une introduction générale), Paris, G. Masson, 1873, sur biodiversitylibrary.org (lire en ligne).
  - [Saporta 1875] Gaston de Saporta, Paléontologie française ou Description des fossiles de la France, continuée par une réunion de paléontologistes sous la direction d'un comité spécial : 2e série : végétaux. Plantes jurassiques, t. 2 : Cycadées, Paris, G. Masson, 1875, 352 p., sur biodiversitylibrary.org (lire en ligne).
  - [Saporta 1875] Gaston de Saporta, Paléontologie française ou Description des fossiles de la France, continuée par une réunion de paléontologistes sous la direction d'un comité spécial : 2e série : végétaux. Plantes jurassiques, t. 2 : Cycadées (Atlas, pl. 1 à 58), Paris, G. Masson, 1875, sur biodiversitylibrary.org (lire en ligne).
  - [Saporta 1884] Gaston de Saporta, Paléontologie française ou Description des fossiles de la France, continuée par une réunion de paléontologistes sous la direction d'un comité spécial : 2e série : végétaux. Plantes jurassiques, t. 3 : Conifères ou Aciculariées, Paris, G. Masson, 1884, 672 p., sur biodiversitylibrary.org (lire en ligne).
  - [Saporta 1891] Gaston de Saporta, Paléontologie française ou Description des fossiles de la France, continuée par une réunion de paléontologistes sous la direction d'un comité spécial : 2e série : végétaux. Plantes jurassiques, t. 4 : Types proangiospermiques et supplément final, Paris, G. Masson, 1891, 548 p., sur biodiversitylibrary.org (lire en ligne). 
Crétacé
  - [1840] Paléontologie française (ill. J. Delarue), t. 1 : Terrains crétacés, Paris, chez l'auteur, 1840, 657 p., sur biodiversitylibrary.org (lire en ligne).
  - [1840-1842] Paléontologie française : Terrains crétacés (ill. J. Delarue), t. 1 : comprenant les Céphalopodes (Atlas, pl. 1 à 148), Paris, chez l'auteur, 1840-1842, sur biodiversitylibrary.org (lire en ligne).
  - [1842] Paléontologie française : Terrains crétacés (ill. J. Delarue), t. 2, Paris, chez l'auteur, 1842, 456 p., sur biodiversitylibrary.org (lire en ligne).
  - [1842-1843] Paléontologie française : Terrains crétacés (ill. J. Delarue), t. 2 : contenant les Gastéropodes (de la planche 149 à 236 bis) (Atlas, pl. 149 à 270), Paris, Arthus Bertrand, 1842-1843, sur biodiversitylibrary.org (lire en ligne).
  - [1843] Paléontologie française : Terrains crétacés (ill. J. Delarue), t. 3, Paris, Arthus Bertrand, 1843, 807 p., sur biodiversitylibrary.org (lire en ligne) ou sur books.google.fr.
  - [1847] Paléontologie française : Terrains crétacés (ill. J. Delarue), t. 4, Paris, Arthus Bertrand, 1847, 390 p., sur biodiversitylibrary.org (lire en ligne).
  - [1847] Paléontologie française : Terrains crétacés. Supplément (ill. J. Delarue) (Céphalopodes, 28 p. ; pl. 2 à 9 ; Prospectus 6 p.), Paris, Arthus Bertrand, 1847, sur biodiversitylibrary.org (lire en ligne).
  - [1851] Paléontologie française : Terrains crétacés (ill. J. Delarue), t. 4 : contenant les Brachiopodes (Atlas, pl. 490 à 599), Paris, Victor Masson, 1851, sur biodiversitylibrary.org (lire en ligne).
  - [1850 et 1851] Paléontologie française : Terrains crétacés (ill. J. Delarue), t. 5 : contenant les Bryozoaires, Paris, Victor Masson, 1850 et 1851, 1192 p., sur biodiversitylibrary.org (lire en ligne).
  - [1850-1852] Paléontologie française : Terrains crétacés (ill. J. Delarue), t. 5 : contenant les Bryozoaires (Atlas, pl. 600 à 800), Paris, Victor Masson, 1850-1852, sur biodiversitylibrary.org (lire en ligne).
  - [1853-1855] Paléontologie française : Terrains crétacés (ill. J. Delarue), t. 6 : contenant les Échinodermes, Paris, Victor Masson, 1853-1855, 598 p., sur biodiversitylibrary.org (lire en ligne).
  - [1853-1860] Paléontologie française : Terrains crétacés (ill. J. Delarue), t. 6 : contenant les Échinoïdes irréguliers (Atlas, pl. 801 à 1006), Paris, Victor Masson, 1853-1860, sur biodiversitylibrary.org (lire en ligne) ou sur gallica.
  - [1862-1867] Alcide d'Orbigny et Gustave Cotteau, Paléontologie française : Terrain crétacé, t. 7 : Échinides, Paris, Victor Masson, 1862-1867, 895 p., sur biodiversitylibrary.org (lire en ligne).
  - [1862-1867] Alcide d'Orbigny et Gustave Cotteau, Paléontologie française : Terrain crétacé, t. 7 : Échinides (Atlas, pl. 1007 à 1204), Paris, Victor Masson, 1862-1867, sur biodiversitylibrary.org (lire en ligne).
Tertiaire
  - [1885-1889] Paléontologie française ou Description des fossiles de la France, continuée par une réunion de paléontologistes sous la direction d'un comité spécial : 1re série : Animaux invertébrés. Terrain tertiaire, t. 1 : Échinodermes éocènes. Familles des Spatangidées, des Brissidées, des Echinonéidées et des Cassidulidées (pars) (Texte), Paris, G. Masson, 1885-1889, 672 p., sur biodiversitylibrary.org (lire en ligne).
  - [1885-1889] Paléontologie française ou Description des fossiles de la France, continuée par une réunion de paléontologistes sous la direction d'un comité spécial : 1re série : Animaux invertébrés. Terrain tertiaire, t. 1 : Échinodermes éocènes. Familles des Spatangidées, des Brissidées, des Echinonéidées et des Cassidulidées (pars) (Atlas, pl. 1 à 200), Paris, G. Masson, 1885-1889, sur biodiversitylibrary.org (lire en ligne).
- [1849-1852] Cours élémentaire de paléontologie et de géologie stratigraphiques (3 vol.), Paris, Victor Masson, 628 figs., 1146 (présentation en ligne).
  - volume 1 (1849, 258 p.) : lire en ligne sur biodiversitylibrary
  - volume 2 (1852, 847 p.) : lire en ligne sur biodiversitylibrary
  - volume 3 (1852, 17 tableaux) : lire en ligne sur biodiversitylibrary
- [1850-1852] Prodrome de paléontologie stratigraphique universelle des animaux mollusques et rayonnés fossiles (3 vol.), Paris, Victor Masson, 1017 p. (présentation en ligne).
  - volume 1 (1850, 394 p.) : lire en ligne sur gallica ou sur biodiversitylibrary
  - volume 2 (1850, 428 p.) : lire en ligne sur gallica ou sur biodiversitylibrary
  - volume 3 (1852, 190 p.) : lire en ligne sur gallica ou sur biodiversitylibrary

### Sources
- Miguel Telles Antunes et Philippe Taquet (2002). Le roi Dom Pedro V et le paléontologue Alcide d’Orbigny : un épisode des relations scientifiques entre le Portugal et la France, Comptes Rendus Palevol, 1 (7) : 639-647.  (ISSN 1631-0683)
- Marie-Thérèse Vénec-Peyré (2002). Alcide d’Orbigny (1802–1857) : sa vie et son œuvre, Comptes Rendus Palevol, 1 (6) : 313-323.  (ISSN 1631-0683)

### Orientation bibliographique
- Philippe Taquet (2002). Un voyageur naturaliste. Alcide d’Orbigny. Du Nouveau Monde... au passé du monde, Nathan (Paris) et Muséum national d’histoire naturelle de Paris : 128 p.  (ISBN 2-09-261029-5)
- Collectif (2006) Catalogue d'exposition "Henri Barré reçoit Alcide d'Orbigny", Musée Henri Barré (79100 Thouars) : 64 p.